# RK Kvarner
Rukometni klub Kvarner Rijeka je rukometni klub iz Rijeke osnovan je 1963. godine u Rijeci. Poslije je rasformiran, a rad obnovio 2003. kao RK Kvarner Kostrena.

## Povijest
Klub je osnovan 27. veljače 1963. godine kao RK Kvarner. Prvi igrači bili su: Simeon Kosanović, Zvonko Ugrin, Slobodan Petković, Vladimir Babić, Josip Božić, Jerolim Ostojić, Marijan Lučić, Davor Amančić, Marijan Glavan, Perica Vukičević i Ivan Munitić skupa s trenerom Eduardom Domazetom. Inicijatori rada bili su: Đuro Blim, Nikola Mikuličić, Eduard Domazet, Mladen Kopajtić, Ivo Kreculj, Branko Komljenović, Petar Grabovac, Petar Ogurlić i Rajko Plivečić.
Prvih deset godina rada klub klub je napredovao od zonskih liga do Prve savezne lige. U prvoj ligi vodio ih je Vlado Stenzel, koji je u to vrijeme također bio izbornik jugoslavenske reprezentacije. Dok je Stenzel vodio Kvarner u klubu su igrali Zdenko Hibšer, Zdravko Rađenović, Vlado Vukoje i Roberto Sošić. To su bile zlatne Kvarnerove godine. Bio je prvi rukometni klub iz Rijeke koji je ušao u prvu ligu. Godine 1969. i 1970. Kvarner bio je prvak Hrvatske.
Godine 1973. je ispao u Drugu ligu uz odlazak većine njegovih igrača u druge klubove. U prvu se ligu uspio vratiti sljedeće sezone i to s pomlađenim sastavom. Tad su igrali Ivica Rimanić, Boris Komucki, Jurica Lakić i drugi. Kvarner je bio bolji od gradskog rivala Zameta sve do 1977., kad je Zamet napredovao kroz lige u Jugoslaviji.

## Poznati bivši igrači
- Marijan Glavan
- Simeon Kosanović
- Željko Kosanović
- Perica Vukičević
- Ivan Munitić
- Božidar Peter
- Zdenko Hibšer
- Roberto Sošić
- Vlado Vukoje
- Darko Drobina
- Zdravko Rađenović
- Ratko Gobo
- Boris Komucki
- Jurica Lakić
- Boris Milevoj
- Franko Mileta
- Vjekoslav Mitrović
- Ivica Pezelj
- Marijan Seđak
- Goran Turkalj
- Damir Malnar
- Ivica Rimanić
- Stipe Crnković
- Drago Žiljak
- Tomislav Kruljac
- Marko Kosanović
- Damir Čavlović
- Tomislav Čavlović
- Dragan Straga
- Dubravko Konjuh
- Darko Srdoč
- Branko Crnković
- Stipe Crnković
- Mićo Bjelovuk
- Alfred Franković
- Branko Milošević
- Duško Milošević
- Robert Živković
- Milan Uzelac
- Adnan Kamberović
- Dalibor Prokopić
- Nikola Kosanović
- Josip Crnić
- Filip Briški
- Antonio Pribanić

## Treneri
- 1963. - Eduard Domazet
- 1963. – 1965. - Romeo Frnić
- 1965. – 1966. - Božidar Peter
- 1966. – 1967. - Josip Božić
- 1967. – 1970. - Božidar Peter
- 1970. – 1973. - Vlado Stenzel
- 1973. – 1975. - Ivan Munitić
- 1975. - Jurica Lakić
- 1975. – 1978. - Božidar Peter
- 1978. – 1979. - Ivan Munitić

| valign=top |
- 1979. – 1980. - Božidar Peter
- 1980. – 1982. - Marijan Seđak
- 1982. – 1983. - Ivica Pezelj
- 1983. – 1988. - Bojan Skomina
- 1988. – 1989. - Branimir Čutić
- 1989. – 1992. - Zvonko Ugrin
- 1992. – 1993. - Duško Milošević
- 1993. – 1994. - Zdenko Hibšer, Duško Milošević i Marko Kosanović
- 1994. – 1995. - Marko Kosanović
- 1995. – 1999. - Josip Božić

| valign=top |
- 2001. – 2002. - Esad Subašić i Damir Čavlović
- 2002. - Esad Subašić
- 2003. – 2007. - Ivan Munitić
- 2008. – 2009. - Mladen Prskalo
- 2009. – 2011. - Drago Žiljak
- 2011. – 2012. - Ivan Munitić